# Kostel svatého Bartoloměje (Újezd nad Lesy)
Kostel svatého Bartoloměje v Újezdě se nacházel v Praze 9 v městské části Újezd nad Lesy pravděpodobně poblíž křižovatky ulic Staroújezdská a Dubinská. Byl zbořen roku 1807.

## Historie
Kostel je připomínán už ve 14. století, jeho podací právo náleželo Zderazskému klášteru řádu Božího hrobu v Praze. Zápis z roku 1373 uvádí výměnu plebána Újezdského Petra do Záp a Zápského Bohuňka do Újezda. Po smrti Bohuňka byl roku 1374 potvrzen kněz Hanko z Libochovic, pak roku 1380 pomocný kněz Václav ze Mšena a roku 1393 výměna plebána Přibyslava s Albertem, oltářníkem oltáře svatého Erasma v metropolitním kostele Pražském. Albert je uváděn jako plebán v Újezdě ještě roku 1408.
Po zániku fary se kostel stal filiálním k Uhříněvsi a roku 1700 byl Újezd veden jako ves zcela pustá. Lokalie pod patronátem náboženské matice zde při kostele vznikla až roku 1787. Tato lokalie byla nedlouho poté roku 1804 zrušena a nahradila ji lokalie Kolodějská. Posledním lokalistou v Újezdě byl Antonín Hladík, který po zrušení kostela přešel do Horní Stupné, kde se stal farářem.
Dne 18. června 1807 byl požehnán nově postavený kostel Povýšení svatého Kříže v Kolodějích, poté byl kostel v Újezdě zrušen a zbořen. Kolodějský kostel získal z Újezda obraz svatého Bartoloměje a tři zvony, z nichž zvon z roku 1486 se v Kolodějích dochoval. Pozemky pod újezdským kostelem, hřbitovem a farou přešly do majetku knížete Liechtensteina a roku 1884 je knížecí správa odprodala s podmínkou, že vrchní zem si mohou odvézt rolníci, nalezené ostatky mají být přeneseny na nový hřbitov v Kolodějích a kov náleží knížecí hospodářské správě. Rybník se studánkou získala Újezdská obec, ostatní parcely byly odprodány domkařům. Pozemek pod kostelem a hřbitovem připadl k domku čp. 22. Před Vánoci téhož roku se začalo s pracemi. Kamení ze hřbitovní zdi a ze základů kostela bylo nalezeno velké množství, velké množství bylo i nalezených ostatků.
Nový hřbitov v Újezdě byl založen roku 1940.